# ليزا غونارسون
ليزا غونارسون (بالسويدية: Lisa Gunnarsson)‏ هي القافزة بالزانة سويدية، ولدت في 20 أغسطس 1999 في ستوكهولم في السويد.

## وصلات خارجية
- ليزا غونارسون على موقع الاتحاد الدولي لألعاب القوى (الإنجليزية)
- ليزا غونارسون على موقع TFRRS.org (الإنجليزية)
- ليزا غونارسون على موقع TFRRS.org (الإنجليزية)